# Roger Turner (Eiskunstläufer)
Roger Felix Turner (* 3. März 1901 in Milton, Massachusetts; † 29. Oktober 1993 in Walpole, Massachusetts) war ein US-amerikanischer Eiskunstläufer.
Turner startete für den Bostoner Eiskunstlaufverein und war von 1928 bis 1934 siebenmal hintereinander US-Meister und hält damit mit Richard Button den Rekord für die meisten Siege bei den US-amerikanischen Eiskunstlauf-Meisterschaften. Seine größten internationalen Erfolge waren die Vize-Weltmeistertitel 1930 und 1931 hinter Karl Schäfer. Durch sie gewann er die ersten Medaillen für die USA im Herreneinzel bei Weltmeisterschaften. Turner nahm an zwei Olympischen Spielen teil. 1928 wurde er Zehnter und 1932 Sechster.
Nach seiner sportlichen Karriere arbeitete er als Anwalt und trat auch als Punktrichter in Erscheinung. 

## Ergebnisse
| Wettbewerb / Jahr                | 1927 | 1928 | 1929 | 1930 | 1931 | 1932 | 1933 | 1934 | 1935 |
| -------------------------------- | ---- | ---- | ---- | ---- | ---- | ---- | ---- | ---- | ---- |
| Olympische Winterspiele          |      | 10.  |      |      |      | 6.   |      |      |      |
| Weltmeisterschaften              |      | 5.   |      | 2.   | 2.   | 5.   |      |      |      |
| US-amerikanische Meisterschaften | 2.   | 1.   | 1.   | 1.   | 1.   | 1.   | 1.   | 1.   | 2.   |